# Adriana Samuel
Pour les articles homonymes, voir Samuel (homonymie).
Adriana Ramos Samuel, née le 12 avril 1966 à Resende, est une joueuse de beach-volley brésilienne.

## Palmarès
- Jeux olympiques
  -  Médaille d'argent en 1996 à Atlanta avec Mônica Rodrigues
  -  Médaille de bronze en 2000 à Sydney avec Sandra Pires